# September Gurls
«September Gurls» — песня американской рок-группы Big Star с их второго студийного альбома Radio City (1974). Песня также была издана отдельным синглом.
Автор песни — вокалист Big Star Алекс Чилтон. Как рассказывает сайт Songfacts, Чилтон как-то сказал о своём стиле сочинительства:
Я очень любил британскую поп-музыку середины 60-х годов, все песни по 2 с половиной минуты, очень трогательные/подкупающие (англ. appealing). Так что я всегда стремился работать в том же формате, это то, что мне нравится.
В 2004 году журнал Rolling Stone поместил песню «September Gurls» в исполнении группы Big Star на 178 место своего списка «500 величайших песен всех времён». В списке 2011 года песня находится на 180 месте.
Кроме того, песня «September Gurls» в исполнении Big Star входит в составленный Залом славы рок-н-ролла список 500 Songs That Shaped Rock and Roll.